# Тисей, Мохамед Аден
Мохамед Абдуллахи Моалим Аден «Тисей» (сомал. Maxamed Aadan Tiiceey, англ. Mohamed Aden Tiiceey; род. 1972, Банадир, Сомали) — сомалийский политический деятель, основатель и бывший президент непризнанного полуавтономного государства Химан и Хеб.

## Биография
Своё прозвище «Тисей» (или «Тийси») он получил в детстве.
Учился в Ahmed Gurey Primary School, затем в Yusuf Al-Kowneyn Secondary School, откуда и выпустился в 1989 году. Во время учёбы в школе он помог создать ряд студенческих и некоммерческих организаций, включая Североамериканскую сомалийскую студенческую организацию Umbrella, чтобы поддерживать и защищать своих сокурсников и сообщество.
В 22 года иммигрировал в США. Некоторые годы своей жизни Аден провёл в Миннеаполисе, управляя небольшой медицинской компанией. Получил степень магистра в 2005 году в Манкейто. Тисей стал заместителем председателя Объединённой сомалийской диаспоры, созданной в октябре 2007 года.
Вскоре Тисея призвали служить в своей родине в качестве президента администрации Химан и Хеб. Аден оставил свою семью и комфортную пригородную жизнь в 2008 году. Используя некоторые знания, полученные в магистратуре по государственному управлению, которую он получил в Государственном университете Миннесоты, Манкейто, он помогал восстанавливать порядок в государстве.
В то время в среднем около 20 человек ежедневно умирали от враждебного или случайного выстрела. Жителям региона не хватало предметов первой необходимости. В ответ на это Тисей, будучи председателем, а позднее президентом Химан и Хеб, примирил враждующие группы, построил школы, поликлиники, вырыл колодцы и создал действующую правительственную структуру. Находясь на посту президента в Химан и Хеб, он вёл кампанию против террористической группировки «Харакат аш-Шабаб» и пиратов. Тисей предпринял крестовый поход в поисках оффшорных решений проблемы пиратства в регионе. Вместе со своей администрацией он убедил многих молодых людей покинуть эти группы, как минимум 100 человек это сделало. Благодаря большим усилиям Тисей народ Химан и Хеб и прилегающих к нему регионов наслаждался относительным миром и стабильностью. Он управлял регионом и развивал его в крайне небезопасном регионе, характеризующемся беззаконием, клановыми разборками, враждующими исламскими группировками и преступниками, включая пиратов из Пиратской сети Хобио-Харардере, которые уже вели успешный пиратский бизнес.
Мохамеду Адену Тисею приписывают преобразование города Ададо и прилегающих к нему деревень в период с 2008 по 2011 год, создание функционирующих полицейских сил, новых коммерческих предприятий, новых школ и правил для самоуправляемых структур, которые включали исламские суды, полицейские участки, тюрьмы, юридические контрольно-пропускные пункты, офисы муниципального совета и центры сбора доходов. В 2010—2011 годах, президент и его руководящий совет старейшин также восстановили взлётно-посадочную полосу и здания парламента, которые финансируются диаспорой. Положение и авторитет президента среди общин были укреплены в результате видимого прогресса, которого он, как считается, добился.
В октябре 2009 года, отвечая на вопрос СМИ о бурно развивающемся и постоянно растущем явлении сомалийского пиратства, Тисей сказал:

Я бы взялся за этих ребят, но сейчас не могу, потому что у меня нет ресурсов. Кроме того, нельзя вот так просто взять и уничтожить целую линию работы для тысяч молодых людей. Если что-то забирать, то надо чем-то это заменить. Иначе проблем станет больше.Оригинальный текст (англ.)
I’d take these guys on, but I can’t right now because I don’t have the resources. Besides, you can’t just wipe out a whole line of work for thousands of young men. If you take something away, you must replace it with something else. Otherwise, more problems.

С другой стороны, Мохамед Аден Тисей также использовал своё влиятельное положение в качестве местного политика и лидера некого Салебанского ополчения, чтобы обогатиться, помогая и содействуя деятельности местных салебанских пиратов. Более того, как представляется, основная помощь Тисея пиратам состояла в содействии освобождению заложников, выплате выкупов и связанных с этим переговорах. В ряде случаев Тисей вымогал десятки тысяч долларов у потерпевших сторон за предоставление разрешения на посадку самолёта, которое обычно взималось в размере около 200 долларов. Тисей также подозревается в том, что он предоставил пиратам все необходимые средства и помощь для обеспечения бесперебойной связи и переговоров с представителями захваченных судов.
Весной 2011 года он посетил Буш-хаус, путешествуя по европейским странам. 25 апреля 2018 года Тисей посетил в Могадишо резиденцию президента Галмудуга Ахмеда Дуале Гелле. 30 апреля 2018 года посетил Галькайо, столицу региона Мудуг, его поприветствовали официальные лица Галмудуга, военные и члены общины, 1 мая он приехал в Ададо, столицу Галмудуга, а 2 мая посетил больницу общего профиля Ададо в сопровождении бывшего вице-президента Химана и Хеб Абдирахмана Шаатадде, министра Омара Гурейе и окружного комиссара Ададо. Они наблюдали за работой больницы, которая является крупнейшей в Галмудуге. Доктор Мохамед Омар поприветствовал официальных лиц и показал им, как работает больница. Тисей также посетил президентский дворец Галмудуга. Вечером в городе в университете Симад для Тисея прошла официальная церемония. В качестве одного из членов делегации 23 декабря 2019 года Тисей посетил Дусамареб.

#### Личная жизнь
Женат на Шамсе Аптидон (в браке с 21 января 1993 года), имеет 6 детей (5 сыновей и 1 дочь).

#### Арест
Мохамед Аден был арестован 12 октября 2013 года бельгийскими властями, обвинившими его в помощи предполагаемому главарю пиратов Мохамеду Абди Хасану. По мнению сомалийских СМИ, этот арест является «результатом чрезмерной реакции бельгийских властей и непонимания динамики власти в этом конкретном регионе Сомали. Тисей управлял этим регионом политически и дипломатически, но никогда не имел военной мощи, чтобы бросить вызов пиратству или избавиться от него». Друзья и сторонники Тисея отвергли его арест, раскритиковали выдвинутые против него обвинения и высказали своё требование о его немедленном освобождении в социальных сетях, через петиции и телевизионные интервью, провели несколько маршей протеста в Ададо и Годинлабе, также провели организованные встречи в его родном городе Миннеаполисе. Так, 23 ноября в Ададо состоялся митинг в знак протеста против незаконного ареста бизнесмена Афвейна и политика Тисея. Акция протеста транслировалась по Сомали. Жена Тисея и член сомалийского клана Хабар Гидир Шамса Аптидон обратилась к сомалийско-американской диаспоре и правительству США с просьбой о вмешательстве, потребовала немедленного освобождения её мужа. Члены клана Хавийе, семья, друзья и Иман Шейх Хасан Махмуд «Джамичи» из мечети Исламского института Дауа в Сент-Поле, Миннеаполис, выступили на мероприятии «Миннесотцы за Тисея».
Во время интервью 7 июня 2014 года одному сомалийскому сайту официальному представителю Химан и Хеб Арайсу Мохамеду Хаджи предложили предоставить обновлённую информацию о заключении в бельгийскую тюрьму Тисея и Афвейна. Он сказал:

Выдающийся и известный бизнесмен из Химан и Хеб [Афвейне] и бывший президент Химан и Хеб [Тисей] всё ещё находятся под стражей в Бельгии. Их ещё не судили за какое-либо преступление, и поэтому они остаются невиновными, пока их вина не будет доказана в суде. С момента их задержания региональное правительство Химан и Хеб не щадило усилий, как в юридическом, так и в дипломатическом отношении, чтобы добиться освобождения этих двух человек. Мы по-прежнему требуем их освобождения. Они не преступники. Если бы они совершили какое-либо преступление, то уже были бы признаны виновными и осуждены. Мы призываем к их освобождению. Это очень уважаемые старейшины и выдающиеся политики. Они незаконно содержатся под стражей. Мы по-прежнему призываем к их освобождению.
Оригинальный текст (англ.)
The prominent and famous businessman from Himan and Heeb [Afweyne] and the former Himan and Heeb President [Tiiceey] are still held in detention in Belgium. They have not yet been tried for any crime and therefore remain innocent until proven guilty in a court of law. Since their detention, the Himan and Heeb regional government has spared no efforts, legally and
diplomatically, to secure the release of the two men. We still call for their release. They are not criminals. If they had committed any crime, they would have already been proved guilty and convicted. We call for their release. They are highly respected elders and prominent politicians. They are illegally being held in detention. We still call for their release.

23 июля 2015 года министр внутренних дел и федерализма Сомали Абдирахман Мохамед Хусейн Одова призвал руководство Галмудуга работать над освобождением Тисея. До ареста Мохамед Аден также побуждал молодых сомалийских американцев помогать своей родине. В 2016 году он получил всего 5 лет тюрьмы, а затем 15 декабря 2017 года был досрочно освобождён и вернулся к себе в США в Миннеаполис. Мохамед Аден Тисей обвинил бельгийское правительство в причастности к пиратству, позже признав себя невиновным.